# ماريسفيل
ماريسفيل (بالفرنسية: Maresville)‏ هي بلدية تقع في إقليم باد كاليه من منطقة نور با دو كاليه في شمال فرنسا. تبلغ مساحة هذه المدينة 2.46 (كم²)، وترتفع عن سطح البحر 11 م، يبلغ عدد سكانها 74 نسمة حسب إحصاء المعهد الوطني للإحصاء والدراسات الاقتصادية سنة 2009 م. وترأس Laurent Sagnier البلدية خلال فترة (2008-2014).